# Проїзд Анни Ахматової (Євпаторія)
Анни Ахматової проїзд — проїзд у місті Євпаторія. Проїзд Анни Ахматової з'явився в Євпаторії не так давно. Раніше це було продовження вулиці братів Буслаєвих. Але часи змінилися. В одному з будинків у цій частині вулиці братів Буслаєвих на початку XX століття жила Анна Ахматова. На честь цієї події і перейменували ділянку вулиці братів Буслаєвих від вулиці Піонерської до Театральної площі в проїзд Анни Ахматової.
Проїзд Анни Ахматової багатий на історичні будівлі споруди початку століття. Так само тут проходить трамвайний маршрут і в цій частині Євпаторії знімався епізод дитячого фільму «Пригоди маленького папи».

## Будівлі
- Центральна міська бібліотека імені О. Пушкіна